# Having Our Say: The Delany Sisters' First 100 Years
Having Our Say: The Delany Sisters' First 100 Years est un bestseller du New York Times de 1993 qui a été compilé par Amy Hill Hearth et qui contient l'histoire orale de Sadie Delany et Bessie Delany, deux pionnières des droits civiques nées à la fin du xixe siècle d'un ancien esclave. Leurs parcours de vie est inconnu jusqu'à ce que Amy Hill Hearth, journaliste du New York Times, les interviewe pour un reportage en 1991. L'histoire a beaucoup de succès et est développée sous forme de livre, puis plus tard de film.
Publié par Kōdansha America à New York en septembre 1993, le livre reste sur la liste des bestsellers du New York Times pendant 105 semaines. Toutes éditions confondues, le livre se vend à plus de cinq millions d'exemplaires, selon Hearth. Le livre inspire ensuite une pièce de théâtre à Broadway en 1995 et un téléfilm sur CBS en 1999.
Le livre est traduit en six langues. En 1995, il est reconnu comme l'un des « Meilleurs livres de 1994 » par l'American Library Association et reçoit également le Christopher Award (en) for Literature et le American Booksellers Book of the Year (ABBY) Honor Award.

## Historique

### Articledu New York Times
Le 22 septembre 1991, un article écrit par Amy Hill Hearth, intitulée  « Two 'Maiden Ladies' With Century-Old Stories to Tell » est publié dans le New York Times. L'article décrit les sœurs Delany, alors totalement inconnues, à un large public. Sarah "Sadie" L. Delany et A. Elizabeth "Bessie" Delany sont deux pionnières des droits civiques, nées d'un ancien esclave et ont de nombreuses histoires à partager sur leur vie et leurs expériences.
Parmi ceux qui lisent l'histoire de Hearth, il y a un éditeur de livres new-yorkais qui lui demande d'écrire un livre complet sur les sœurs. Hearth et les sœurs acceptent de collaborer, travaillant en étroite collaboration pendant deux ans pour créer le livre,.

### Publication
Having Our Say: The Delany Sisters' First 100 Years est publié par Kōdansha America à New York en septembre 1993 et figure sur la liste des bestsellers du New York Times pendant 105 semaines. Le livre documente l'histoire orale des sœurs Delany compilé par Amy Hill Hearth.

## Résumé
Having Our Say présente un récit historiquement précis et non fictif des épreuves et tribulations auxquelles les sœurs Delany ont été confrontées au cours de leur longue vie. Le livre offre des images positives et des détails sur la vie des Afro-Américains dans les années 1890.
Le livre commence par relater une enfance idyllique en Caroline du Nord. Les sœurs ont une éducation privilégiée. Elles grandissent sur le campus de la St. Augustine's School (aujourd'hui université Saint Augustine's) à Raleigh, en Caroline du Nord. Leur père, le révérend Henry Beard Delany, est le directeur adjoint de l'école. Né esclave, il devient le premier évêque épiscopal afro-américain élu aux États-Unis. Leur mère, Nanny Logan, est enseignante et administratrice, dont les parents sont une femme afro-américaine libre et un agriculteur blanc de Virginie. La législation Jim Crow incite les sœurs Delany à déménager à Harlem. Sadie arrive à New York en 1916, tandis que Bessie emménage deux ans plus tard.
Les sœurs sont des femmes de carrière et des pionnières des droits civiques. Elles ont survécu aux défis posés par le racisme et le sexisme, avec le soutien de leur famille. Les deux sœurs sont ambitieuses, toutes deux obtenant des diplômes universitaires supérieurs à une époque où cela est très rare pour les femmes, en particulier les femmes de couleur. Tous deux réussissent dans leur domaine professionnel des années 1920 jusqu'à leur retraite.
Sadie fréquente l'Institut Pratt, puis est transférée à l'université Columbia où elle obtient un baccalauréat en éducation en 1920, suivi d'une maîtrise en éducation en 1925. Elle est la première Afro-Américaine autorisée à enseigner les arts ménagers au niveau secondaire du système scolaire public de la ville de New York. Elle prend sa retraite en 1960,.
Bessie sort diplômée en 1923 de l'école de chirurgie dentaire et buccale de l'université Columbia. Elle est la deuxième femme noire autorisée à exercer la médecine dentaire dans l'État de New York. Elle prend sa retraite en 1956,.
Les sœurs Delany vivent ensemble à Harlem, New York pendant de nombreuses années, et déménage finalement dans le Bronx alors qu'il est encore rural, et déménagent finalement à Mt. Vernon, New York, où elles achètent une maison avec jardin dans une rue calme. Ni l'un ni l'autre ne se sont jamais mariés et les deux vivent ensemble toute leur vie.

## Héritage
Toutes éditions confondues, le livre se vend à plus de cinq millions d'exemplaires, selon Hearth. Le livre inspire ensuite plusieurs pièces de théâtre, dont une pièce de Broadway en 1995 et un téléfilm de CBS en 1999,,.
Le livre est traduit en six langues. En 1995, il est reconnu comme l'un des « Meilleurs livres de 1994 » par l'American Library Association et reçoit également le Christopher Award for Literature et le American Booksellers Book of the Year (ABBY) Honor Award.

### Pièce de Broadway
En 1995, Emily Mann, directrice artistique du McCarter Theatre de Princeton, New Jersey, adapte le livre de Hearth au théâtre. La pièce, Having Our Say est jouée  le 6 avril 1995 au Booth Theatre de Broadway à New York.

### Nouvelle de Samuel R. Delany
En 1995, le neveu des sœurs Delany, le romancier et critique Samuel R. Delany, publie une nouvelle, « Atlantis : Model 1924 » (dans Atlantis : Three Tales ), qui comprend des personnages inspirées par les deux sœurs, « Corey » et « Elsie ». Samuel Delany n'a pas interviewé ses tantes sur leur histoire, écrivant des histoires de famille romancées basées sur ce qu'il avait entendu.

### Téléfilm de CBS
En 1999, Emily Mann, qui a déjà adapté le livre pour la scène de Broadway, écrit un scénario pour la télévision CBS. Les producteurs exécutifs sont Camille O. Cosby, Jeffrey S. Grant et Judith R. James. Le téléfilm met en vedette Ruby Dee dans le rôle de Bessie Delany, Diahann Carroll dans le rôle de Sadie Delany et Amy Madigan dans le rôle d'Amy Hill Hearth. Le film est diffusé pour la première fois sur CBS le 18 avril 1999, trois mois seulement après la mort de Sadie.